# هانيلور غلاسر
هانيلور غلاسر (بالألمانية: Hannelore Glaser-Franke)‏ هي متزحلقة ألمانية، ولدت في 4 يناير 1933 في مدينة فورت في ألمانيا.

## وصلات خارجية
- هانيلور غلاسر على موقع أوليمبيديا (الإنجليزية)